# 計子勳
计子勋（?—?），籍贯不详。东汉方士。
计子勋不知是何郡县人，大家都说他几百岁了，在人世间往来。一天他忽然说中午自己当死，主人给他一件葛衣（粗布衣服），计子勋穿上之后正寝仰面而卧，到达中午果然死了。

## 延伸阅读
[在维基数据编辑]
 《後漢書/卷82下》，出自范晔《後漢書》